# 潭子國民暨兒童運動中心
潭子國民暨兒童運動中心是位於臺中市潭子區潭子運動公園內的國民運動中心，規劃地上4層運動空間、地下2層停車設施。2021年11月20日開始營運。

## 設施介紹
- 1F：室內溫水游泳池(包括室內溫水游泳池、烤箱、蒸氣室、兒童池、SPA池、冷熱水池等設施)、閱覽區
- 2F：體適能中心、飛輪教室、兒童體適能區、兒童遊戲區
- 3F：綜合球場1座(籃/排球場)、羽球場6座、桌球場6面、兒童體適能區
- 4F:韻律教室(3間)

## 歷史
館址原為潭子運動公園的棒壘球場，棒壘球場改重建於聚興里的潭子聯合辦公大樓及臺中市政府警察局後方-潭子簡易棒壘球場。

## 周邊設施
- 潭子運動公園
- 台中市雅潭地政事務所
- 潭子區衛生所
- 潭子車站
- 台中市立圖書館潭子分館
- 潭子國小
- 潭秀國中